# Cyclopentadienylindium(I)
Cyclopentadienylindium(I), C5H5In en meestal genoteerd als CpIn, is een organische verbinding van indium met oxidatiegetal +1. CpIn is een complex, waarbij een cyclopentadiënylring als ligand optreedt in een halve sandwichstructuur. De verbinding is, als eerste organische indium(I)verbinding, voor het eerst in 1957 gesynthetiseerd:

## Synthese en eigenschappen
CpIn wordt simpel bereid door indium(I)chloride en cyclopentadienyllithium met elkaar te laten reageren:
{\displaystyle {\ce {InCl + CpLi -> CpIn + LiCl}}}
InCp vormt adducten met de lewiszuren BF3, BCl3, BBr3, BI3 en trimethylboraan B(CH3)3, bijvoorbeeld:
{\displaystyle {\ce {CpIn + BF3 -> CpIn.BF3}}}
Tijdens de vorming van het adduct wijzigt de binding met de Cp-ligand van η5 (een π-complex) naar η1 (een σ-binding).
Op basis van CpIn zijn zouten gesynthetiseerd met het InX2− anion. Ook daarin is indium eenwaardig. Een voorbeeld van deze reactie is:
{\displaystyle {\ce {CpIn + HCl + (NEt4)Cl -> (NEt4)InCl2 + C5H6}}}

## Structuur van CpIn
In vaste toestand vormt CpIn een polymeerketen van afwisselend cyclopentadiënylringen en indiumionen. Twee indiumatomen vormen bindingen met de beide zijden van de C5H5−-ring, waarbij de bindingen vrijwel haaks op het vlak van de ring staan. Aan elk indiumatoom zijn twee ringen gekoppeld onder een hoek van ongeveer 128°. In de gasfase vormt CpIn monomeren, waarbij het indiumatoom op de centrale as van het aromatische C5H5− -ion ligt.
Theoretisch onderzoek heeft aangetoond dat de elektronen van de aromatische ring vooral een interactie aangaan met de 5s en 5p orbitalen op het indiumatoom.
|                                                                                     |
|                                                                                     |
| Ball-and-stick- en een ruimtelijk model van CpIn in de vaste, kristallijne toestand |